# Фиуме, Орацио
Орацио Фиуме (итал. Orazio Fiume; 1908г., Бари — 1976г., Триест) — итальянский композитор.
Лауреат Международного конкурса имени королевы Елизаветы (1957г.).
В 1959—1960 гг. директор Консерватории имени Россини в Пезаро, затем до последних дней жизни возглавлял Консерваторию имени Тартини в Триесте, где, в частности, много занимался организацией международного конкурса композиторов. В 1971 г. был назначен руководителем Миланской консерватории, однако через непродолжительное время в результате бурных протестов левых студентов и преподавателей назначение было отменено, и Фиуме вернулся в Триест.